# Кошмарный концерт
«Концерт ужасов» (итал. Un gatto nel cervello) — итальянский фильм ужасов 1990 года режиссёра Лучо Фульчи. Премьера фильма состоялась 8 августа 1990 года.

## Сцены из других фильмов
В фильме представлены некоторые сцены из таких фильмов как:
- Резня (режиссёр Андреа Бьянки[итал.])
- Кровавая луна (Энцо Миллиони)
- Кровавый психоз (Леандро Лукетти)
- Не бойся, тетя Марта не причинит тебе боли (Марио Монтеро)
- Призраки Содома (Лучо Фульчи)
- Прикосновение смерти (Лучо Фульчи)

Данные фильмы выходили в серии Лучо Фульчи представляет…, а два последних были сняты самим Фульчи.
- Съёмки фильма проходили в течение месяца с апреля по май 1990 года.